# چاوتون
چاوتون (به انگلیسی: Chawton) یک روستا و محله مدنی در بریتانیا است که در East Hampshire واقع شده‌است. چاوتون ۴۴۵ نفر جمعیت دارد.